# Политов (аал)
Политов — аал в Аскизском районе Хакасии. Входит в Усть-Чульское сельское поселение.

## География
Находится в 52 км от райцентра — села Аскиз. Расстояние до ближайшей ж.-д. ст. Усть-Есь 23 км. Аал расположен на р. Тёя.

## История
Основан в 1929.

## Население
| 2002 | 2010 |
| ---- | ---- |
| 86   | ↘70  |

Число хозяйств 38, население 100 чел. (01.01.2004), хакасы.

## Инфраструктура
Имеются начальная школа, фельдшерско-акушерский пункт.

## Известные уроженцы
- Ултургашев, Степан Павлович (1930—2004) — историк, профессор, ректор Абаканского государственного педагогического института.